# 紅い眼鏡/The Red Spectacles
『紅い眼鏡/The Red Spectacles』（あかいめがね・ザ・レッド・スペクタクルズ）は、1987年に公開された日本の映画。監督は押井守。パートカラー作品である。2025年3月、35ミリフィルムからレストアされた4Kレストア5.1chバージョンが劇場公開された。

## 概要
1987年にキネカ大森などで公開された。また、プロモーションの一環として、同じ世界観に立つラジオドラマが映画公開前に放送された。
それまでもっぱらアニメを手がけてきていた押井守の初実写監督映画作品である。後にケルベロス・サーガと呼ばれる押井守の作品群の第1作に当たる。

## ストーリー
「対凶悪犯罪特殊武装機動特捜班」、略称特機隊という組織が警察に創設された近未来。武装強化服「プロテクトギア」に身を包んだ特機隊は犯罪者の脅威となったものの、その苛烈な捜査手法が批判を招いて解散命令が下された。しかし一部の隊員はそれに従わずに反乱を起こす。都々目紅一も同僚の鷲尾みどり・烏部蒼一郎と反乱に加わったが、追い詰められ、紅一は二人を残して国外に逃亡する。数年後、紅一は帰国するが、警察にマークされ、追われる身の上だった。捕らえられた紅一は、公安警察の室戸文明から拷問まがいの尋問を受ける。脱出と再度の尋問を繰り返し、その間に出会った過去の仲間からは彼との立場の違いを聞く。そうした出来事のどこまでが夢なのかがはっきりしないまま、紅一はホテルのシャワールームで死体となっていた。紅一の持っていたトランクにはプロテクトギアではなく、大量のサングラス（レンズが赤い）が入っていただけだった。

## キャスト
- 都々目紅一：千葉繁 - 主人公。常にサングラスをかけている。帰国時はトレンチコートを着込み、巨大なトランクを携えている。
- 鷲尾みどり：鷲尾真知子 - 特機隊での紅一の同僚。「射的屋のミドリ」との異名を持つ。反乱の際に腿を負傷し、国外逃亡を断念する。数年後の世界では文明の情婦となっていた。
- 烏部蒼一郎：田中秀幸  - 特機隊での紅一の同僚。通称アオ。反乱の際に重傷を負い、国外逃亡を断念する。数年後の世界では賭けビリヤードで生計を立てていた。
- 室戸文明：玄田哲章  - 公安警察官。元特機隊関係者を目の敵にし、紅一を捕らえて尋問する。押井守が後に原作・脚本・監督を手がけたアニメ『御先祖様万々歳!』にも同名のキャラクターが登場しており、役者も同役を演じた玄田哲章が演じている。
- 少女：兵藤まこ  - 帰国した紅一の周囲にたびたび現れる、赤いスカーフをかぶった少女。数年後の世界では映画館で彼女の映像が流れ、町中に彼女の巨大な写真が飾られたりしている。
- 撞球場の中年男：永井一郎
- タクシーの運転手：大塚康生（声は永井一郎） - 帰国した紅一が利用する「会話タクシー」の運転手。会話は車内の電話越しにおこなう。
- 月見の銀二：天本英世 - かつて紅一の情報提供元だったプロの立喰師。
- ホテルのフロント：及川ヒロオ
- 蕎麦屋の主人：品田冬樹 - 立ち食いが非合法化された数年後の世界で、闇の立ち食い蕎麦屋を営む。
- チンピラ：西村智博  - 映画館のトイレにいた男。紅一の拷問で「闇の立ち食いそば屋」の場所を教える。

この他にも、古川登志夫（中年男の仲間）、立木文彦（文明の部下）等の声優が出演している。また、草尾毅が死体役で出演しており、これが彼にとって芸能界の初仕事であった。

## スタッフ
- プロデューサー：斯波重治、林大介
- 原作・脚本・監督：押井守
- 脚本・助監督：伊藤和典
- 撮影：間宮庸介
- 照明：保坂芳美
- 編集：森田清次
- 音楽：川井憲次
- プロテクトギアデザイン：出渕裕
- エンブレムデザイン：高田明美
- 製作協力：鵜之沢伸・鈴木敏夫

## 製作
当初は、声優の千葉繁のプロモーション・ビデオを作るという話で16mmフィルムで撮影する500万円規模の作品として1986年1月に企画されたが、徐々に話が大きくなり、35mmフィルム撮影の映画製作にまで膨らんでいた。千葉は押井が監督を務めたアニメ『うる星やつら』の人気キャラクター「メガネ」を演じており、製作したオムニバスプロモーションは『うる星やつら』の音響製作会社、プロデューサーの斯波重治も同社の音響監督であった。本作のプロテクトギアも『うる星やつら』に登場するメガネのパワードスーツが起源である。
出演者は主演の千葉を始めとして、『うる星やつら』で共演していた声優やアニメ業界関係者が多く参加。千葉らのスケジュールを考慮し、撮影は土、日、月曜日の深夜を中心に行われたという。スタッフも脚本の伊藤和典など『うる星やつら』の関係者が参加し、その他には日本映画学校の学生を起用した。小道具もスタッフの持ち込みという自主製作映画に近い体制で（安価な小道具の調達、拾い物の活用、ロケ現場の清掃作業、撮影スケジュールに合わせたセット構築など、美術スタッフの作業は過酷を極めた）、当初16ミリフィルム撮影で500万円から600万円の予算を予定していたがプロカメラマンを起用して35ミリフィルムで1000万円という話になり、最終的に2500万円になったものの、かなりの低予算で仕上げている。プロデューサーの斯波は自宅を抵当に入れて製作費を捻出し、出演者はノーギャラと一部で言われているが、実際にはギャラを払っている。ただしお願いして通常の出演料の半分の額だったという。大量の眼鏡が出るシーンがあるが、フレームを買う予算も無く全国のファンに呼びかけてフレームの寄付を募った程で、返礼に高田明美デザインの特製ステッカーが送られた。後年冒頭のヘリシーンで殆ど（予算）持っていかれたと制作スタッフがインタビューに応えている。
プロテクトギアの制作にあたり、全体的なデザインの開発を出渕裕、製作のチーフを安井尚志、マスクの造形を速水仁司、ボディの造形を品田冬樹が担当した。レインボー造型企画から独立し、フリーランスとなった品田の初仕事だった。本編に出てくる計3体を1ヶ月半で制作し、1986年5月上旬に完成した。押井は演出上のコンセプトとして「国民社会主義ドイツ労働者党の突撃隊のイメージです。突撃隊と言うのは親衛隊によって解体されるわけだけど、非常にイデオロギッシュな物を持っていたために、時代の変化についていけなかったグループなんですよね。紅一にもそういう側面を持たせたかった」と語っている。出渕は「アナクロニズムに感じられる位に古臭くて、泥臭いデザイン。ズボンの部分は本当は乗馬用のズボンを使いたかった」と話している。ヘルメットはドイツ軍、お腹の部分はダルマストーブをモチーフにし、手のシールド・肩のプロテクターは往年のアニメ作品群を意識したデザインという多国籍的なデザインとなった。
事前のアニメ雑誌等での記事では、主人公が着用する特殊強化服のプロテクトギアが前面に出されていたことで、あたかもアクション映画のように思われていたが、実際には迫力のあるアクションはプロローグのみで、以降はその後日談というう構成になっている。映像はほぼモノクロ、台詞中心のストーリー構成で粗が見えないように夜間シーンが中心という節約に勤しんだ演出となった。ジャン＝リュック・ゴダールの『アルファヴィル』と鈴木清順の『殺しの烙印』、ウォルター・ヒルの『ウォリアーズ』が参考にされている。さらにアニメ監督である押井守らしく、事前に絵コンテを描き、それにあわせて役者が演技する形になっている。
学生時代には映画青年で8ミリフィルムで実写の自主制作映画も作っていた押井は、これを機に実写方面にも表現の幅を広げることになった。この手法はアニメ・実写問わず形を変えて度々使用され、押井の弟子と言われる神山健治のテレビアニメ『攻殻機動隊 STAND ALONE COMPLEX』にも引き継がれている。
音楽には斯波重治により川井憲次が起用された。その理由は、低予算でも多彩な音を作れるというものであったが、以後の押井作品には欠かせない存在となる。
その川井が作曲したメインテーマ曲「The Red Spectacles」は、1989年から新日本プロレスに参戦したサルマン・ハシミコフを始めとするソ連出身の格闘家のレッドブル軍団、1998年から総合格闘技イベントPRIDEに参戦したウクライナの格闘家イゴール・ボブチャンチンの入場曲に採用され、本作を見たことのないプロレスファン・格闘技ファンにもお馴染みとなっている。

### 主なロケ地
- お台場（13号埋立地） - 紅一がヘリで逃亡するシーン。当時はほとんど何もない空き地であった。
- 山形空港 - 山形県東根市。撮影当時は東京サミットが開催されており、羽田・成田両空港の警備が厳しく、撮影は不可能であった。そこで「トキワ館」ロケの際に利用した山形空港が空港ロケの地になった。背後に映る航空機は全日空の羽田－山形線で、当時は山形新幹線開業以前とあって、全日空路線の中でも高い搭乗率を誇っていた。
- キネカ大森 - エレベーターのシーン。本作が公開された劇場で、西友大森店内にある。メインスタッフ、キャストによる舞台挨拶が行われた。
- トキワ館 - 山形県上山市にあった伊藤和典の実家の映画館。1990年代に閉館、その後2021年に建物が解体され現存しない。
- 新百合ヶ丘駅 - 冒頭の空港内からタクシー乗り場まで。文明が紅一を追うシーンで印象的な螺旋階段やタクシー乗り場は今でも健在だが、植え込みが育ったり開発が進んだことにより、印象は多少異なる。
- 愛国工業工場跡 - 東京都小平市。違法立ち食い蕎麦屋、拷問室、蒼一郎の部屋など。跡地はエコス小平店（現TAIRAYA小平店）となっている。
- オリエンタルホテル- 紅一が宿泊したホテルで、作中では波止場通りを左に曲がった港町十三番地にあるという設定。神奈川県横浜市石川町駅近くの大丸谷坂にあった、船員相手の「チャブ屋」と呼ばれる宿泊施設。『あぶない刑事』などテレビドラマの撮影にも頻繁に使用されていたが、1990年代初めに廃業した。

## ビデオグラム
公開後にVHS化、LD化された後、ほど無く廃盤となる。2003年2月にDVD-BOX「押井守シネマ・トリロジー 初期実写作品集」においてDVD化され、単体版は2010年4月にリリースされた。
2024年4月、クラウドファンディングで資金を集める形で4Kデジタルリマスタープロジェクトが発足。最終日となる同年6月27日までに、目標金額の約6倍の資金調達を達成した。
2024年12月21日、完成披露試写会が行われた。
2025年2月7日、同年3月21日より4Kレストア5.1chバージョンが劇場公開されることが発表された。配給は東京テアトル。キネカ大森を皮切りに全国で順次公開する予定である。

## 反響
斯波はこの作品の予告編を、自身が音響を担当した『天空の城ラピュタ』の収録最終日に宮崎駿と高畑勲に見せて感想を求めたが、宮崎はキョトンとして何も言わず、高畑は「判断のしようがない」と終始曖昧に言葉を濁していたという。宮崎はその後、本作のパンフレットに「押井さんについて」と題した文章を寄稿している。その中で、自らが脚本を担当し、押井が監督するはずだったアニメ映画（『アンカー』を指すとみられる）が潰れてスケジュールが空いたため二人で知床まで自動車旅行をした話の後に、「ぼくは実写映画に関心も興味もない。時たま、ほんとに時たまの気まぐれな観客の立場から出る気はない。だから、押井さんが映画少年をいまだにひきずっているのを見ると、アニメーションの監督を実写の人がやるような違和感しか感じない」と述べた上で、本作には押井が「何を考えているかが一番はっきり表現されていると思った。（本作を見ているうちに）70年のバリケートの中にいる高校生の彼が、『俺にとって現実と呼ぶに価するのはこの瞬間だけだ』といまも叫んでいる気がした」と記している。
鳥海永行は「商業フィルムには感じられなくなった、かといって学生の作ったフィルムにもない、若いスタッフのエネルギーを持った作品になっていると思います。こういう不思議なフィルムを作る監督は、日本では押井君だけなんじゃないだろうか。そういう点でユニークな作品だと思います」「端的に言って、面白い部分とつまらない部分がある。しかしその評価が難しい。制作陣の台所事情的な問題が密接に絡んでくるので、細かい部分の追求がしにくくなるんです」「シナリオの練り上げが今一つだった気がする。この映画は『全体が一つの回想録で、その回想の中に別の回想が含まれる』という形式になる。これは映画の作り方の基本として、やってはいけないことの一つなんです。だから、シーン・音のつながりも今一つ分かりにくいのではないかという気がします」「色々な所にギャグが出てくるけど、これが『一つのテーマに向かって絡まってくる』という感じがしない。刹那的な笑いにしかなっていないのが残念ですね。だから、哲学的な台詞も今一つ効果がない」「『天使のたまご』が実写風で、本作がアニメ風というのが面白いですね。押井君はテーマは同じでも、別の描き方にも挑戦できる人です」と様々な指摘をしている。

## ラジオドラマ（『紅い眼鏡を待ちつつ』）

### オリジナル版
映画公開に先駆けて、1987年1月26日 - 30日にラジオ日本の『ペアペアアニメージュ』内にて5夜（全6回）に渡って放送された。
- 脚本：押井守・伊藤和典
- キャスト：吉田理保子／水島裕／三ツ矢雄二／太田貴子／中尾隆聖

### 再録音盤
オリジナルマスターが所在不明となったため、押井守が推敲・加筆修正した台本に基づいて2000年に再録音（音楽も2曲川井憲次により新たに作曲した）されたものが、2000年9月刊行の『犬狼伝説・全』に特典CDとして付属。サウンドトラックCD新装版『Original Soundtrack 紅い眼鏡 - The Red Spectacles - Complete Revival』にはリマスタリングされた原盤を使用した。
- 第一夜 「ケルベロスの夜 - 機甲刑事の栄光と没落」
- 第二夜 「ケルベロスの夜 - 犬の名は都々目紅一」
- 第三夜 「立食師たちの夜 - マッハ軒立食師撲殺事件・異聞」
- 第四夜 「立食師たちの夜 - 師よ神話の人となるか」
- 第五夜 「立食師たちの夜 - 犬は戦いの闇に舞い降りるか」

- スタッフ[28]
  - 脚本：押井守・伊藤和典／監督：押井守／録音演出：若林和弘
- キャスト
  - 局員A：大塚明夫／局員B：松山鷹志／局員C：佐久間レイ／局員D：兵藤まこ／空港アナウンスの声：佐久間レイ／警察無線の声A：松山鷹志／警察無線の声B：土師孝也／警察無線の声C：大塚明夫／ナレーター：土師孝也

## 他ケルベロス・サーガ作品との違い
本作以外のケルベロス・サーガ各作品では「首都圏治安警察機構」、通称「首都警」として描かれる組織が、本作でのみ「首都圏対凶悪犯罪特殊武装機動特捜班」となっている。当時はシリーズ化の予定はなく、後に設定を変更した（ただし、パラレルワールド的な見方も可能であるようである）。設定上の最大の違いは、前者が国家警察（警察庁）でもなく自治体警察（警視庁）でもない、国家公安委員会直属の第三の警察力として設立されたのに対し、後者が警視庁内の一組織という点である。
階級についても「首都警」では現実の警察と同様（ただし警部補から警視長までしか存在せず）なのに対し、本作で紅一らは「上級刑事」と呼ばれている。
本作および『ケルベロス-地獄の番犬』と『犬狼伝説』以降では、プロテクトギアのデザインが違う。プロテクトギアは「全身黒色のボディーアーマー」「ドイツ軍風ヘルメット」「赤い双眼のゴーグルをもつフェイスマスク」という共通項以外は、ケルベロス・サーガ各作品によってさまざまである。使用される軽機関銃は本作や『犬狼伝説』ではMG34、『ケルベロス-地獄の番犬』や『人狼 JIN-ROH』ではMG42である。